# Botallova dučej
Botallova dučej (též Botallova spojka, latinsky ductus Botalli nebo ductus arteriosus) je zvláštní tepna vyskytující se v embryonální fázi těch obratlovců, kteří dýchají plícemi. Obvykle se uzavírá při prvním nádechu a následně zaniká, nicméně u dospělých ocasatých obojživelníků a červorů, u hatérie a u některých želv je funkční. Tato céva funguje jako zárodečná zkratka mezi plicní tepnou a aortou. Je pojmenovaná podle italského lékaře L. Botalla.
Evolučně se jedná o pozůstatek části šestého arteriálního oblouku.

## Funkce
Botallova dučej omezuje průtok krve plícemi. Je totiž zbytečné, aby byla do plic hnána krev za účelem okysličení, když embryo vzdušný kyslík nedýchá. Krev přichází do plicní tepny, ale místo aby vstoupila do plic, až 90% krve končí v Botallově dučeji, která krev odvádí do hřbetní aorty.
V typickém případě se Botallova dučej zavře při prvním nadechnutí – náhlý vzestup parciálního tlaku kyslíku v krvi totiž způsobí, že se prudce stáhne hladká svalovina ve stěnách této tepny. Vzestup hodnot kyslíku je ale monitorován již v plicích. Tato rychlá reakce je totiž ovládána látkou známou jako bradykinin, jenž je produkován, když je v krvi vysoká hladina kyslíku.

## U člověka
Lidská Botallova dučej dosahuje ke konci těhotenství průměrné délky asi 1,2 cm. Spojuje plicní kmen (truncus pulmonalis, čili plicní tepnu) s obloukem aorty (arcus aortae). Zamezuje většině krve vstoupit do plic (pokud již dříve neutekla z pravého srdce oválným okénkem) a omezuje malý krevní oběh. Zavírá se při prvním nadechnutí, pokud se nezavře, jedná se o vrozenou vadu srdce známou jako „otevřená Botallova dučej“. Ke kompletnímu zániku (obliteraci) Botallovy dučeje dojde během prvního jednoho až tří měsíců života, až nakonec zbude jen vazivo, tzv. ligamentum arteriosum.